# Shopping Bela Vista
O Shopping Bela Vista é um centro comercial localizado em Salvador, capital do estado brasileiro da Bahia. Ele faz parte de um empreendimento imobiliário no bairro de Pernambués, denominado Horto Bela Vista, planejado pela empresa JHSF.
Inicialmente foi chamado de Megacenter Salvador, depois foi rebatizado em para Shopping Metrô Santa Cruz Salvador em março de 2008, e, desde setembro de 2008, tem a denominação atual (Shopping Bela Vista).
O centro de compras conta com nove salas de cinema, uma pista de kart e boliche, 195 lojas no total em 50 mil metros quadrados de área bruta locável (poderá ser ampliada para 74 mil), uma praça de alimentação, jardim suspenso na cobertura com 9 890 metros quadrados e prevê a implantação de uma nova estrutura de acesso, aliviando o trânsito local. As obras de construção foram iniciadas em julho de 2009 e a inauguração da primeira etapa ocorreu em 13 de julho de 2012.
O shopping promete a circulação de 40 mil pessoas por dia e vendas em torno de 60 milhões de reais por mês e gere 4,8 mil empregos.